# نجم Q
و يعرف أيضا بالثقب الرمادي . و هو نجم نيتروني ثقيل و مضغوط في حالة خاصة جدا . تقترح الملاحظات بأنه فقد الاستقرار . و المرجح بأن كتلة مادة النجم Q أكبر من كتلة 100 بروتون أو نيترون . و يمكن أن توجد جزيئات صغيرة من مادة النجم Q في المجرات و المجرات العنقودية.
يوجد كائن مضغوط في منتصف V404 Cygni كان فرض بأنه ثقب أسود لكنه في الحقيقة نجم Q.